# Lambeaux de débridement en parodontie
 (juin 2023).
La mise en forme du texte ne suit pas les recommandations de Wikipédia : il faut le « wikifier ».
Les points d'amélioration suivants sont les cas les plus fréquents. Le détail des points à revoir est peut-être précisé sur la page de discussion.
- Les titres sont pré-formatés par le logiciel. Ils ne sont ni en capitales, ni en gras.
- Le texte ne doit pas être écrit en capitales (les noms de famille non plus), ni en gras, ni en italique, ni en « petit »…
- Le gras n'est utilisé que pour surligner le titre de l'article dans l'introduction, une seule fois.
- L'italique est rarement utilisé : mots en langue étrangère, titres d'œuvres, noms de bateaux, etc.
- Les citations ne sont pas en italique mais en corps de texte normal. Elles sont entourées par des guillemets français : « et ».
- Les listes à puces sont à éviter, des paragraphes rédigés étant largement préférés. Les tableaux sont à réserver à la présentation de données structurées (résultats, etc.).
- Les appels de note de bas de page (petits chiffres en exposant, introduits par l'outil «  Source ») sont à placer entre la fin de phrase et le point final[comme ça].
- Les liens internes (vers d'autres articles de Wikipédia) sont à choisir avec parcimonie. Créez des liens vers des articles approfondissant le sujet. Les termes génériques sans rapport avec le sujet sont à éviter, ainsi que les répétitions de liens vers un même terme.
- Les liens externes sont à placer uniquement dans une section « Liens externes », à la fin de l'article. Ces liens sont à choisir avec parcimonie suivant les règles définies. Si un lien sert de source à l'article, son insertion dans le texte est à faire par les notes de bas de page.
- La présentation des références doit suivre les conventions bibliographiques. Il est recommandé d'utiliser les modèles {{Ouvrage}}, {{Chapitre}}, {{Article}}, {{Lien web}} et/ou {{Bibliographie}}. Le mode d'édition visuel peut mettre en forme automatiquement les références.
- Insérer une infobox (cadre d'informations à droite) n'est pas obligatoire pour parachever la mise en page.

Pour une aide détaillée, merci de consulter Aide:Wikification.
Si vous pensez que ces points ont été résolus, vous pouvez retirer ce bandeau et améliorer la mise en forme d'un autre article.
 (juin 2023).
Si vous disposez d'ouvrages ou d'articles de référence ou si vous connaissez des sites web de qualité traitant du thème abordé ici, merci de compléter l'article en donnant les références utiles à sa vérifiabilité et en les liant à la section « Notes et références ».
Au cours de la maladie parodontale certaines lésions, trop profondes ou trop difficiles d'accès ne peuvent être traitées par la seule réalisation de la thérapeutique initiale : motivation et enseignement à l'hygiène bucco-dentaire, détartrage et surfaçage radiculaire. Dans ces cas, l'élévation chirurgicale d'un lambeau permettra d'avoir un accès direct aux lésions avec un contrôle visuel sur les tissus à assainir.

## Indications
Lorsque l'accessibilité est difficile, empêchant la réalisation correcte du détartrage et du surfaçage radiculaire par le praticien et gênant le contrôle de plaque accompli par le patient.
Réduire la profondeur des poches
Corriger les anomalies gingivales ou osseuses afin de rétablir une morphologie gingivale compatible avec un contrôle de plaque par le patient.

## Avantages
Par rapport au surfaçage radiculaire ou à la gingivectomie, les lambeaux de débridement présentent les avantages suivants :
L'épithélium de poche est entièrement éliminé.
L'exposition des surfaces dentaires permet la réalisation efficace et rapide du surfaçage radiculaire. L'exposition des surfaces osseuses permet l'évaluation visuelle des défauts et la réalisation d'une ostéoplastie, d'une ostéoectomie ou d'une technique de régénération osseuse (comblement par matériaux autogènes ou exogènes, Emdogain, régénération tissulaire guidée par membrane).
Le lambeau peut être replacé dans sa position originelle ou déplacé apicalement, coronairement ou latéralement en fonction des objectifs de traitement.
La fermeture berge à berge des lambeaux permet une cicatrisation de première intention ce qui diminue les douleurs post opératoires.

## Contre-indications

### Générales
Cette liste n'est pas exhaustive mais récapitule les principales pathologies pouvant contre-indiquer la réalisation d'une chirurgie buccale.
Maladies cardiovasculaires :
- Hypertension artérielle.
- Angine de poitrine.
- Antériorité d'infarctus du myocarde.
- Traitement anticoagulant.
- Endocardite rhumatismale, lésions cardiaques congénitales, prothèses vasculaires et valvulaires.

Troubles hématologiques :
- Leucémie aiguë, agranulocytose et lymphogranulomatose.
- Anémie.

Troubles hormonaux :
- Diabète.
- Troubles de la fonction surrénalienne

Troubles neurologiques :
- Épilepsie.
- Sclérose en plaques.
- Maladie de Parkinson

Transplantation d'organes avec traitement immunosuppresseur
La plupart de ces maladies n'empêchent pas la réalisation de la chirurgie mais nécessitent une prise en charge particulière du patient. Il conviendra donc de prendre contact avec le médecin traitant du patient afin d'établir un protocole adapté.

### Locales
Le manque de coopération du patient est une contre indication essentielle à la réalisation d'une intervention chirurgicale car un contrôle de plaque optimal durant la période post opératoire est indispensable à la réussite du traitement. Lors de la thérapeutique initiale (détartrages et surfaçages radiculaires) la bonne réalisation des techniques d'hygiène buccodentaire devra être vérifiée et ré expliquée si des dépôts sont encore présents.
La limitation d'ouverture buccale du patient est une contre indication relative.

## Le lambeau de Widman[1]
Ce type de lambeau est particulièrement  indiqué lors de chirurgies résectrices où l'objectif est la « mise à plat » des lésions.

## Le lambeau de Widman modifié
L'incision initiale est effectuée avec un bistouri à lame 11 ou 15, obliquement par rapport au grand axe de la dent, à 1 mm de la racine, afin de séparer nettement l'épithélium de la poche, tant vestibulairement que lingualement (figure 1); si les impératifs esthétiques priment, l'incision est effectuée plus près du sulcus ; l'incision initiale doit suivre le plus possible le feston gingival, afin d'inclure la papille dans le lambeau; les lambeaux vestibulaire et lingual sont élevés au décolleur, précautionneusement, pour exposer quelques millimètres de la crête (toute exposition excessive conduit à une alvéolyse) ; pour séparer l'épithélium de poche et le tissu de granulation de la surface radiculaire, une seconde incision, parallèle à la première, est effectuée dans le sillon gingivo-dentaire, en direction et au contact de la crête alvéolaire; une troisième incision, perpendiculaire à cette dernière, permet d'exciser la crête de la poche; un curettage, un détartrage-surfaçage soigneux sont alors effectués pour éliminer les tissus nécrotiques et imbibés de toxines bactériennes, pour permettre une nouvelle attache des fibres desmodontales; les défauts intra-osseux sont soigneusement curetés, éventuellement, ils reçoivent un matériau de comblement (os autogène, os lyophilisé, phosphate tricalcique, corail…) ou sont recouverts d'une membrane résorbable ou non-résorbable permettant la RTG-ROG§; cette dernière technique n'est employée qu'en présence de cavités intra-osseuses aux bords épais, qui soutiennent bien la membrane et permettent sa tension.  
Les lambeaux sont réappliqués et suturés, le plus souvent par des points inter-proximaux.  
La cicatrisation survient en première intention, mais cette technique présente l'inconvénient de provoquer des récessions gingivales post-opératoires et la déshabitation des secteurs inter-dentaires. 
L'ENAP (excisional new attachment)  est une variante du lambeau de Widman modifié, qui consiste à pratiquer la première incision à partir du sommet de la crête gingivale, pratiquement parallélement à l'axe de la dent, ce qui épargne le plus possible la gencive libre dans les secteurs où l'esthétique prime ou le tissu plutôt fin. 
Le LEA (lambeau esthétique d'accès) constitue une autre variante du LWM prenant en compte l'esthétique et conservant les papilles du côté vestibulaire après dissection horizontale à partir de la première incision pratiquée du côté lingual. Cette intervention permet de préserver les papilles inter-dentaires lorsque celles-ci sont larges ou que les dents présentent des disatèmes.

## Le lambeau déplacé apicalement
Cette technique permet de préserver en la déplaçant apicalement la totalité du complexe mucco-gingival au lieu d'exciser la gencive en excès pour permettre une adaptation du lambeau aux surfaces osseuses et dentaires. Elle est utilisée principalement en vestibulaire au maxillaire et à la mandibule ainsi qu'en lingual lorsque la hauteur de tissu kératinisé est limitée.

## L'intervention à lambeau modifié
L'absence de remodelage osseux et de déplacement apical du lambeau évite la dénudation radiculaire et préserve ainsi l'esthétique, ce qui en fait un procédé particulièrement adapté aux secteurs antérieurs visibles ou aux techniques de régénération tissulaire.

## Le lambeau esthétique d'accès
Ce lambeau permet de préserver la totalité du tissu gingival afin de préserver l'esthétique tout en permettant une préparation radiculaire optimale.

## Soins post-opératoires
Une poche de glace devra être appliquée en regard du site opératoire pendant les heures suivant l'intervention afin de minimiser l'œdème.
Des antalgiques de type paracétamol ou ibuprofène seront prescrits.
Si le tissu osseux a été remodelé ou si l'état de santé du patient l'exige, des antibiotiques (pénicillines) devront être prescrits.
Le brossage, le passage des brossettes interdentaires et du fil dentaire au niveau du site opératoire devront être suspendus jusqu'à la dépose des points. L'hygiène sera maintenue par la réalisation de bains de bouche à base de chlorhexidine après chaque repas et l'application sur les sutures d'un gel contenant de la chlorhexidine.
La dépose des points s'effectuera après 7 à 10 jours de cicatrisation et sera suivie d'une reprise du brossage avec une brosse à dents post chirurgicale 7/100e pendant une semaine puis le patient reviendra progressivement à une hygiène normale.